# Sakkur
Sakkur ist im Alten Testament der Name von acht Personen.

## Etymologie
Der hebräische Name Sakkur erscheint im Masoretischen Text stets in der Schreibung זַכּוּר zakkûr. Es handelt sich dabei um die Kurzform eines Verbalsatznamens, bei dem das theophore Element ausgefallen ist. Die Struktur des Namens macht in Analogie zu Schammua wahrscheinlich, dass die Langform des Namens *זְכַרְיָה zəkharjāh lautete. Secharja / Sacharja ist ein Verbalsatzname bestehend aus Verb und Subjekt. Das Verb mit der Wurzel זכר zkr bedeutet „sich erinnern“, das Subjekt ist יָה jāh (JHWH). Der Name bedeutet daher „JHWH hat sich erinnert“. Die Kurzform bedeutet „(Gott) hat sich erinnert“. Eine Deutung des Namens als Partizip Passiv („der (von Gott) Erinnerte“) scheint nicht in Frage zu kommen, da auch intransitive Verben formgleiche Kurzformen bilden, von denen sich keine passive Bedeutung ableiten lässt. Von der Wurzel זכר zkr „sich erinnern“ lassen sich ebenfalls die Kurzformen Secher, Sichri und die rudimentäre Form Sakkai ableiten.
Die Septuaginta gibt den Namen als Ζακχουρ zakchur wieder, in Esr 8,14  fehlt der Name.

## Sakkur, Vater Schammuas
In Num 13,4  wird Sakkur als Vater des Kundschafters Schammua des Stammes Benjamin erwähnt.

## Sakkur, Sohn Hammuëls
In 1 Chr 4,26  ist Sakkur ein Angehöriger des Stammes Simeon, Sohn Hammuëls und Vater Schimis.

## Sakkur, Merariter
In 1 Chr 24,27  ist Sakkur ein Levit und zwar ein Merariter und Nachkomme Jaasijas.

## Sakkur, Sohn Asafs
Ein anderer Levit namens Sakkur ist in 1 Chr 25,2  ein Sänger und ältester Sohn Asafs. Seine Brüder heißen Josef, Netanja und Asarela.

## Sakkur, Nachkomme Bigwais
Ferner ist Sakkur in Esr 8,14  ein Rückkehrer aus dem babylonischen Exil und Nachkomme Bigwais.

## Sakkur, Sohn Imris
In Neh 3,2  wird Sakkur, Sohn Imris, als an dem Bau der Stadtmauer Jerusalems beteiligt genannt.

## Sakkur, Levit
Neh 10,13  wird ein Levit namens Sakkur in der Auflistung derer, die auf das Gesetz verpflichtet wurden, genannt.

## Sakkur, Sohn Mattanjas
In Neh 13,13  ist Sakkur, Sohn Mattanjas, der Vater Hanans, der dem Priester Schelemja, dem Schreiber Zadok und dem Leviten Pedaja zur Aufsicht über die Vorratskammern zur Seite gestellt wurde.